# Битва за Бэтл-Маунтин
Битва за Бэтл-Маунтин произошла между силами ООН и северокорейскими войсками (КНА) в начальном периоде Корейской войны, длилась с 15 августа по 19 сентября 1950 года вокруг горы Собук-сан Южной Кореи. Сражение стало одним из серии нескольких сражений, которые проходили одновременно в ходе боёв за Пусанский периметр. Американским и южнокорейским войскам удалось отстоять гору от захвата северокорейской дивизией.
Командование 25-й пехотной дивизии армии США оборонявшей Масан разместило 24-й пехотный и 5-й пехотный полки этой дивизии на горе Собук-сан с целью удержать две горные вершины: Пил-бонг и высоту 665 (позднее получившую название Бэтл-маунтин). В ходе месячного сражения с 6-й дивизией Народной армии Северной Кореи высота Бэтл-Маунтин 20 раз переходила из рук в руки.
В ходе возникшего пата ни одной стороне не удавалось удержаться на вершине горы, тем не менее, американским войскам удалось выполнить задачу срыва северокорейского наступления в направлении от Бэтл-Маунтин, что в итоге создало предпосылки для последующего разгрома и отступления северокорейских сил после высадки сил ООН в Инчхоне.

## Предыстория

### Начало войны

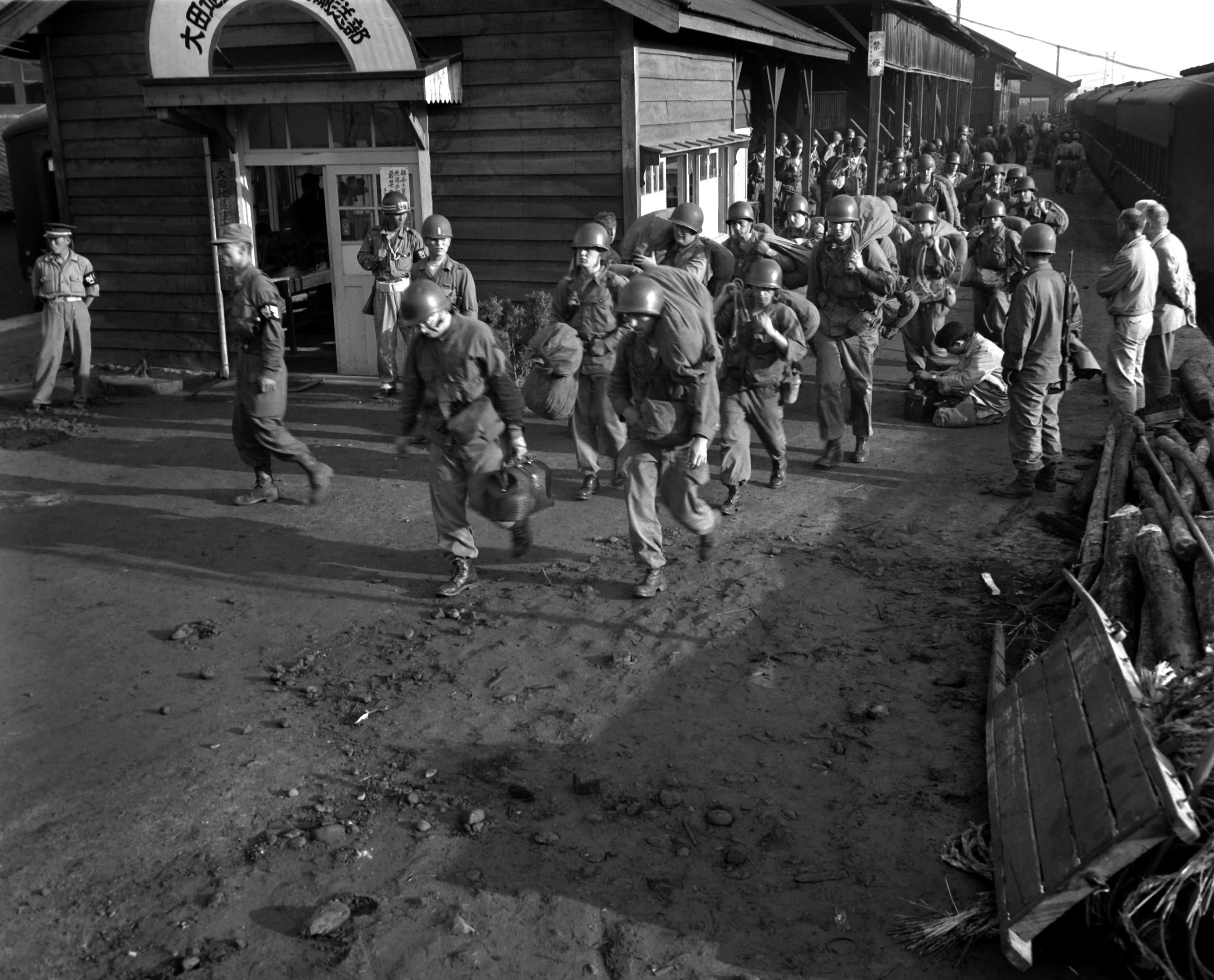
Боевая группа Смит прибыла в Южную Корею

После начала Корейской войны 25 июня 1950 года в результате вторжения северокорейцев в Корейскую республику (Южную Корею) ООН приняла решение отправить войска для поддержки Южной Кореи. В дальнейшем США будучи членом ООН отправили наземные силы с целью отбросить назад вторгнувшиеся северокорейские войска и предотвратить коллапс Южной Кореи. Однако, численность американских войск на Дальнем Востоке была сильно сокращена после окончания Второй мировой войны пятью годами раньше. К этому моменту ближе всего к месту конфликта находилась 24-я пехотная дивизия, расквартированная в Японии. Однако дивизия была не в полном составе, большинство её экипировки устарело ввиду сокращения расходов на военные нужды. Тем не менее командование 24-й дивизии получило приказ отправляться в Южную Корею.
24-я пехотная дивизия стала первой американской частью отправленной в Корею с целью остановить наступление северокорейцев, задержать как можно больше северокорейских частей, чтобы выиграть время для прибытия подкреплений. Несколько недель дивизия сражалась в одиночку, в то время как первая кавалерийская дивизия, 7-я и 25-я пехотные дивизии вместе с прочими частями поддержки Восьмой армии выдвигались на позиции. Первый месяц после поражения при Осане (первом боестолкновении американских и северокорейских войск) 24-я пехотная дивизия периодически терпела поражения и отступала на юг под напором северокорейских войск превосходивших числом и техникой. В боях при Чочхивоне, Чхонане и Пхёнтхэке полки 24-й пехотной дивизии систематично отбрасывались на юг. 24-я пехотная дивизия встала насмерть в битве при Тэджоне и была почти полностью уничтожена, но, тем не менее, задержала северокорейское наступление до 20 июля. К этому времени численность боевых частей Восьмой армии приблизительно сравнялась с численностью наступавших на район северокорейских сил, в то время как ежедневно прибывали свежие части ООН.

### Северокорейское наступление
После захвата Тэджона северокорейские войска начали окружение Пусанского периметра. 4-я и 6-я северокорейские пехотные дивизии наступали на юг широким фланговым манёвром, в ходе движения им пришлось растянуться в тонкую линию, тем не менее они предпринимали попытки прорвать левый фланг американцев, располагая превосходящей численностью и при поддержке бронетехники. Американские и южнокорейские войска периодически отбрасывались назад, пока им не удалось окончательно остановить северокорейское наступление в серии боёв в южной части страны. 27 июля 3-й батальон 29-го пехотного полка недавно прибывший на фронт угодил в скоординированную засаду северокорейцев у деревни Хадон и понёс большие потери, что открыло для северокорейцев проход в район Пусана. Вскоре после этого северокорейские силы взяли Чинджу на западе отбросив при этом 19-й американский пехотный полк и проложив путь для дальнейшего наступления в область Пусана. Американским частям впоследствии удалось нанести северокорейцам поражение на фланге и отбросить их назад в ходе битвы за Ночь 2 августа. Страдая от растущих потерь, силы северокорейской армии отступили на запад, чтобы переформировываться и получить подкрепления. Обе стороны использовали передышку, чтобы приготовиться к новым боям за Пусанский периметр.

### Позиция 25-й пехотной дивизии

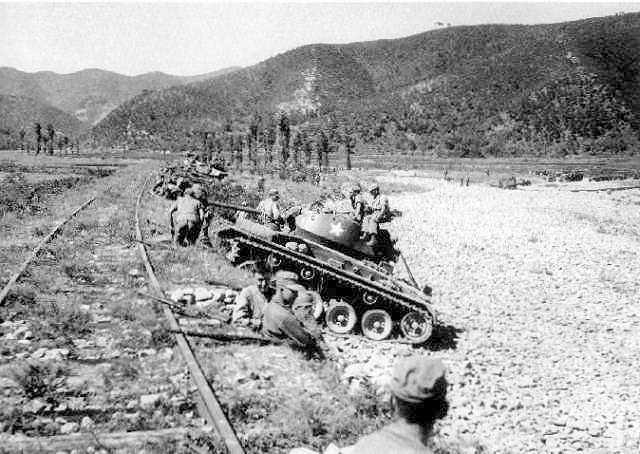
Лёгкий танк M24 Чаффи в ожидании северокорейского наступления близ Масана.

Командующий Восьмой армией генерал-лейтенант Уолтон Уокер отдал приказ 25-й американской пехотной дивизии под командой генерал-майора Уильяма Б. Кина занять оборону на южном фланге Пусанского периметра к западу от Масана. 15 августа 25-я пехотная дивизия выдвинулась на линию, но пересечённая местность к западу от Масана отграничила выбор позиций. Горная гряда к западу от Масана была первой легкозащитимой наземной позицией к востоку от прохода Чинджу. Отроги горы Собук-сан высотой в 610 м господствовали над местностью и прикрывали дорогу от Комам-ни к Хаману и Чиндонг-ни единственным путём на юг и север от Масана.
К северо-западу от Комам-ни находился отрог Пил-бонг, гора Сибиданг-сан, возвышавшаяся на 270 м вдоль реки Нам предоставляла прекрасный наблюдательный пункт так что американская артиллерия, расположенная в Коман-ни могла пресечь движение противника по дороге у Чунгам-ни. 25-й американский пехотный полк занял позиции у Сибиданг-Комам-ни на северной стороне оборонительной линии 25-й пехотной дивизии. Оборонительная линия 35-го пехотного полка тянулась от точки в 3,2 км к западу Комам-ни к реке Нам и затем поворачивала на восток вдоль реки к месту её впадения в реку Нактонган. Эта полковая линия была слишком длинной (24 км) в два раза длиннее обычной линии предназначенной для полка.
1-й батальон 35-го пехотного полка удерживал левый фланг полка к западу от Комам-ни, 2-й батальон удерживал линию полка вдоль реки Нам, 3-й батальон, переименованный в 1-й батальон 29-й пехотной дивизии стоял в резерве на дороге к югу от Чирвона и мог незамедлительно прийти на помощь в любую точку полковой линии. На юге стоял американский 24-й пехотный полк, к западу от Чиндог-ни на левом фланге дивизии стояла боевая команда 5-го пехотного полка. Согласно приказу командования дивизии боевая команда 5-го пехотного полка удерживала позицию у прибрежной дороги Чиндонг-ни до Ябан-сана, но вскоре Кин отдал полковой команде приказ закрыть брешь севернее 24-го пехотного полка. Но когда боевая команда 5-го пехотного полка отправила южнокорейскую часть в сотню человек под командой американских офицеров, северокорейские войска уже успели отбросить их назад. Затем Кин отдал приказ боевой команде 5-го пехотного полка захватить этот участок, но было уже слишком поздно, северокорейские войска успели там укрепиться.

## Прелюдия
6-я и 7-я северокорейские дивизии, находящиеся близ Масана атаковали 25-ю американскую пехотную дивизию на многих участках фронта, основной удар пришёлся по 24-му и 35-му пехотным полкам. В то же время 7-я северокорейская дивизия пыталась просочиться через позиции 35-го пехотного полка вокруг Сибиданга и Комам-ни. Усиленные дозоры 6-й северокорейской дивизии также провели разведку боем средней горной части линии 25-го пехотного полка. В то время как командование дивизии приказало своим частям занять оборонительные позиции к западу от Масана, 2-й батальон 24-го пехотного полка всё ещё пытался захватить Обонг-сан (горный хребет к западу от Бэтл-Маунтин и Пил-бонг) и через узкое ущелье прийти к ним на помощь. На рассвете 15 августа второй батальон оторвался от северокорейцев и отступил к горам Соук-сан и к горному хребту к западу от Хамана. 3-й батальон 24-й пехотной дивизии выдвинулся в область Хамана, чтобы поддержать силы полка, оборонявшиеся в этом секторе.

### Бэтл-Маунтин

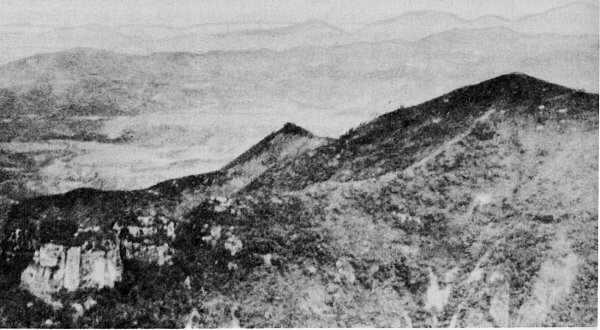
Позиция на скалистых утёсах, которую северокорейцы удерживали большую часть сражения.

Горный массив к западу от Хамана, где 24-й американский пехотный полк занял оборонительную линию является частью горного массива Собук-сан. В 13 км к северо-западу от Чиндонг-ни и в 4,8 км к юго-западу от Хамана находится высота Пил-бонг (также известная как высота 743) массива Собук-сан. От высоты 743 гребень хребта поворачивает на северо-запад и в 1,6 км от высоты Пил-бонг снова взмывает вверх образуя лишённую растительности высоту Бэтл-Маунтин (также известную как высота 665). Американские военные также называли её «Напалмовая высота», «Старая лысина» и «Кровавый холмик». Между Пил-бонг и Бэтл-Маунтин линия хребта образует узкий скалистый выступ, который войска называли «Скалистые утёсы». К северу от Бэтл-Маунтин местность резко поднимается, образуя два длинных отрога. Американцы, сражавшиеся здесь, назвали северный отрог Зелёным пиком.
В 2 км к западу от высот Бэтл-Маунтин и Пил-бонг находятся деревни Огок и Тундок. Через горы от севера на юг идёт тропа, проходящая через высокий перевал к северу от деревень и поднимается на западный склон в полпути от Бэтл-Маунтин. Благодаря дороге у северокорейцев было преимущество в подъёме и снабжении атакующих войск. От деревень Огок и Тунгдок к хребтам Бэтл-Маунтин и Пил-бонг проложена сеть дорог. С вершины высоты Бэтл-Маунтин наблюдатель мог прямо рассматривать долину, удерживаемую северокорейцами и командный пост 24-го пехотного полка, путь снабжения, артиллерийские позиции и подходящие к высоте дороги. Сторона, захватившая гребень могла обозревать весь тыл противника. Осознавая эти преимущества, соперники в ходе шестинедельной битвы беспрестанно пытались захватить хребты Бэтл-Маунтин.

### Снабжение
Подходы к Бэтл-Маунтин и к Пин-бонгу более трудны с восточной стороны (удерживаемой американцами) нежели с западной (северокорейской стороны). С восточной стороны нет дорог для восхождения от середины склона горы до её вершины, от подошвы до края долины Хаман есть только пешеходная тропа. Для подъёма на высоту Пил-донг из окрестностей горы скалолазам необходимо два-три часа, для подъёма на высоту Бэтл-Маунтин из долины нужно три-четыре часа. Для того, чтобы достичь вершину Бэтл-Маунтин необходимо шесть часов. Часто посыльным бегунам требовалось восемь часов, чтобы добраться до пика Бэтл-Маунтин и спуститься вниз. В некоторых местах склон становится настолько крутым, что поднимающимся необходимы верёвки, чтобы двигаться по тропе. Ночные патрули северокорейцев постоянно перерезали телефонные линии. Телефонистам приходилось выполнять тяжёлую и опасную работу по протягиванию линий связи с вершиной. Для частей удерживающих вершину пищевые рационы, вода, боезапас часто сокращались.

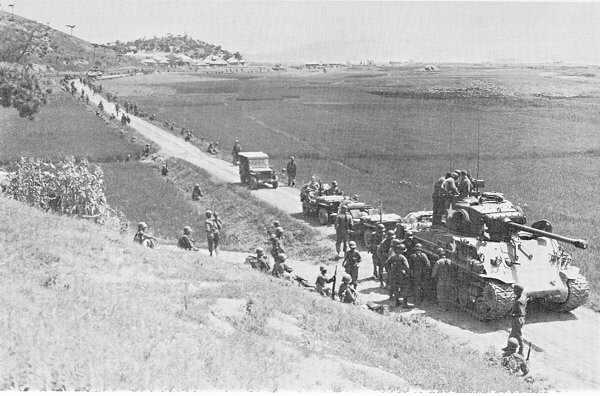
Американские войска двигаются по «Сапёрной дороге».

Обе стороны сталкивались с трудностями при спуске вниз убитых и тяжелораненых. Спасательным командам ООН, состоящим из шести человек, приходилось спускать с горы каждого раненого на специальных носилках. Для транспортировки вниз раненых находящихся в критическом состоянии также требовалась помощь медика, группы часто сопровождали стрелки вооружённые винтовками для защиты от северокорейских снайперов. Раненые, находящиеся в критическом состоянии, часто умирали, прежде чем их успевали донести до подошвы горы, где им могла быть оказана медицинская помощь в полном объёме. Северокорейским войскам также не хватало времени, чтобы эвакуировать с пика всех раненых и убитых, обеим сторонам приходилось хоронить погибших в неглубоких могилах вдоль пика.
Артиллерия поддержки 24-го пехотного полка (159-й батальон полевой артиллерии) была размещена в долине к югу от Хамана. 19 августа артиллерию передвинули дальше в тыл, за исключением батареи С, оставшейся в русле ручья к северу от Хамана. Полковые инженеры работали над улучшением дороги спускающейся от Хамана на северо-восток к главной дороге Коман-ни — Масан. Сапёры намеревались использовать эту дорогу для эвакуации артиллерии, если это станет необходимым и над улучшением дорожной сети полкового сектора для облегчения движения войск и снабжения. Эта дорога стала известной как «Сапёрная дорога».
15 августа на юге между 24-м пехотным полком и боевой командой 5-го пехотного полка была брешь шириной 3700 м в окрестности Пил-бонг. Поскольку в предыдущих боях 24-й пехотный полк не показал хороших результатов, на следующий день Кин отправил 432 южнокорейских полицейских, чтобы заткнуть брешь, теперь перед северокорейцами стоял сплошной фронт без прорех.

## Битва

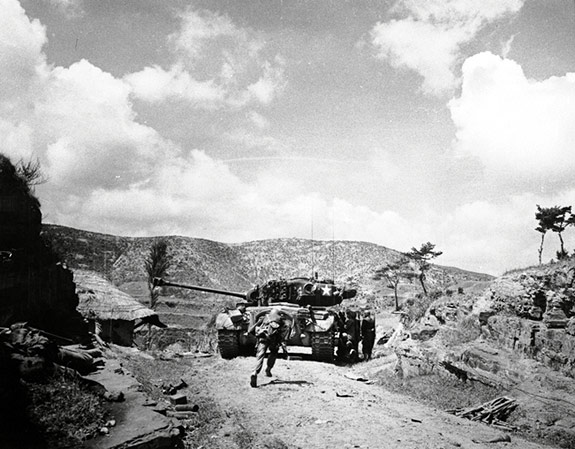
Боевоя группа «Кин» наступает к востоку от Масана.

Против 24-го американского пехотного полка у Бэтл-Маунтин стояла 6-я северокорейская дивизия, которая, начиная с 5 августа, сражалась с боевой группой «Кин». Дивизия первоначально насчитывала 10 тыс. чел, но понесла потери в 4 тыс. в ходе боёв за Пусанский периметр. Тем не менее, северокорейскому командованию удалось пополнить ряды дивизии, мобилизовав 3100 южнокорейцев из близлежащих городов. Южнокорейцы сражались, как им приказывали, тем не менее, позади были размещены тыловые северокорейские заслоны, пристреливающие любого кто пытался дезертировать, отступить, или сдаться в плен.

### 24-й американский пехотный полк сбит с позиций
Первая атака против горной линии 24-го пехотного полка началась утром 18 августа. Северокорейцы захватили ряд позиций роты Е на северном отроге Бэтл-Маунтин и убили ротного командира. В этот день подполковник Пол Ф. Робертс сменил подполковника Джорджа Р. Коула на посту командира 2-го батальона 24-го пехотного полка. На следующий день северокорейцы атаковали роту С, занимавшую Бэтл-Маунтин и обратили её в бегство. Офицерам удалось собрать только 40 человек, чтобы вернуть их на позиции. Большая часть южнокорейских полицейских оборонявших Пил-бонг также включилась в сражение, на их оборонительных позициях осталось только 56 человек. Американские офицеры угрозами и применением физической силы отправляли остальных обратно на позиции. Неустановленное число северокорейцев просочилось через брешь длиной в 1,6 км к северу от Пил-бонга существовавшую в течение дня.
20 августа 6-я северокорейская дивизия усилила нажим на Бэтл-Маунтин и начала всё более мощные атаки с целью захвата обоих пиков. В ходе наступления северокорейцев вся рота С за исключением ротного командира и 25 человек покинула свои позиции на Бэтл-Маунтин. Перед тем как добраться до подошвы горы беглецы ошибочно доложили, что командир роты убит и что северокорейцы сначала окружили, а затем захватили позиции роты. Положившись на эту информацию американская артиллерия и миномёты подвергли сосредоточенному огню позиции роты, истребители-бомбардировщики сделав 38 самолёто-вылетов атаковали напалмом, осколочными бомбами, ракетами и пулемётным огнём гребень вершины Бэтл-Маунтин где находились 26 её защитников которые удерживали высоту в течение 20 часов. В это время они отвергли предложение северокорейцев о капитуляции. Взвод роты Е за исключением 10 человек также покинул свои позиции на горе с развитием вражеской атаки. На левом фланге полка южнокорейский патруль с позиции роты К на Собук-сан захватил в плен командира 15-го северокорейского полка но спустя несколько минут он был убит при попытке к бегству. На его теле патрульные нашли несколько докладов разведки. В ход дня боёв за Бэтл-Маунтин и Пил-бонг северокорейцы сбили южнокорейскую полицию с левого фланга 24-го пехотного полка на горе Собук-сан. Солдаты 24-го пехотного полка продолжали разрозненными группами покидать свои позиции, игнорируя приказы офицеров оставаться на местах. Ситуация стала настолько тяжёлой, что те кто остались на позициях часто получали бронзовые звёзды с литерой V за то что продолжали сражаться будучи в таком малом количестве.

### Боевая команда 5-го полка вступает в сражение
Кин понял по тревоге командира боевой команды 5-го полка полковника Джона Л. Трогмортона приказав ему выделить часть 5-го полка, чтобы атаковать и взять обратно гору Собук-сан. На утро 21 августа 1-й батальон боевой команды 5-го полка атаковал с края 24-го пехотного полка и преодолев слабое северокорейское сопротивление зачистил южные гребни горы. В это вечер сильный северокорейский отряд пошёл в контратаку и выбил с горы 1-й батальон 5-го пехотного полка. 22 августа в 12.00 1-й батальон 5-го пехотного полка снова атаковал высоты. Спустя 5 часов рота В захватила высоты. Теперь Кин изменил границы расположения боевой команды 5-го полка и 24-го пехотного полка, придав южные хребты боевой команде 5-го полка а Бэтл-Маунтин и Пил-бонг 24-му пехотному полку. Ночью северокорейцы контратаковали 1-й батальон боевой команды 5-го полка и не дали им консолидировать свои позиции. На утро 23 августа рота А попыталась зачистить высоту в 910 м к юго-западу от пика и обеспечить связь с ротой В но не преуспела в этом. Северокорейское командование рассматривало хребты Собук-сан настолько важными что отрядило для их защиты значительные силы и ежедневно атаковало расположившуюся рядом боевую команду 5-го полка.
К северу от позиции роты В на горе Собук-сан возникла схожая боевая ситуация. Северокорейские войска на Скалистых утёсах простиравшихся от Собук-сан к Пил-бонг укрывались там от воздушных налётов. Бомбардировки напалмом, 230-кг бомбами и обстрелы из пулемётов имели небольшой эффект. Отделения 24-го пехотного полка не могли пробиться на юг и присоединиться к роте В боевой команды 5-го полка наткнувшись на упорную оборону северокорейцев.

### Атаки 21-26-го августа
Дальше на север вдоль горного хребта в районе Бэтл-Маунтин сражение шло плохо для 24-го пехотного полка. После того как рота С потеряла высоту Бэтл-Маунтин, артиллерия и авиация ООН подвергли гребень интенсивным ударам согласно плану готовящейся пехотной контратаки для захвата высоты. Жаркая и душная погода осложнила подъём на крутой склон, тем не менее, 21 августа в 12.00 рота L поднялась на вершину. Северокорейцы оставили её, подвергнувшись обстрелу американской авиации, артиллерии и миномётов. Однако они сосредоточили на вершине огонь собственных миномётов и не дали роте L консолидировать позиции. Эта ситуация сохранялась до полудня пока северокорейский взвод не проник в траншеи на восточном склоне и атаковал взвод роты L с тыла застав американцев врасплох. Услышав выстрелы, два остальных взвода роты L начали покидать свои позиции и спускаться с горы. Северокорейцы незамедлительно снова заняли высоту, пока американские офицеры пытались собрать роты I и L на восточном склоне. В течение дня отделения роты Е также оставили свои позиции.
Теперь на высоте Бэтл-Маунтин сконцентрировались удары американской авиации, артиллерийский и миномётный огонь. Роты I и L готовились к новой контратаке, чтобы захватить высоту. Вскоре последовала атака, достигшая небольшого успеха, наступление было остановлено в полночь в ожидании зари. Вскоре после рассвета 22 августа роты I и L завершили наступление. Рота L поднялась на гору, рота I оказывала огневую поддержку. Три гранаты, брошенные северокорейцами, ранили шестерых человек, остальные отступили без команды своего разочарованного командира. В итоге после некоторого принуждения их удалось вернуть на гору. Несколько часов спустя после того как небольшой отряд северокорейцев атаковал их правый фланг рота опять без приказов отступила с горы к позиции роты I.
На следующий день 23 августа бои за Бэтл-Маунтин продолжились, для усиления рот I и L прибывали всё новые южнокорейские полицейские части. Американским и южнокорейским частям в итоге удалось закрепиться на Бэтл-Маунтин главным образом благодаря американским миномётчикам, подвергшим обстрелу северокорейские пути подхода к западному склону горы. В течение дня северокорейцы шесть раз контратаковали гору, но каждый раз были отброшены. Части 3-го батальона 24-го пехотного полка продолжали отходить оказавшись под вражеским огнём и командир батальона пожаловался Кину что ему нужно больше офицеров чтобы удерживать в строю людей. Ситуация сложившаяся в области Хамана вынудила Уокера поднять по тревоге 1-ю временную бригаду морской пехоты находившуюся в резерве для выдвижения к линии фронта. Тем не менее, бригада так и не была туда отправлена. 24 августа из рот I и L дезертировало столько солдат, что им пришлось отступить с горы. В ходе боёв они потеряли 120 человек. Рота С вместе с южнокорейской полицией удержала высоту.
Северокорейские войска продолжали атаковать 24-й пехотный полк по всему фронту прощупывая слабые места. 25 и 26 августа рота С отбила несколько северокорейских атак на Бэтл-Маунтин начавшихся вдоль длинного гребня тянущегося от Тундока. В один из моментов боя американская авиация застала около сотни северокорейцев на открытой местности и немедленно накрыла их напалмом, бомбами и пулемётным огнём. Северокорейский отряд был полностью уничтожен, только нескольким посчастливилось остаться в живых. В это время высоту Бэтл-Маунтин обороняла боевая группа Бейкер состоящая из роты С и взвода роты Е 24-го пехотного полка и роты южнокорейской полиции. Для организации командования была создана специальная командная группа ввиду изоляции Бэтл-Маунтин и расширения боевого фронта полка. В течение последующих двух дней силы ООН продолжали изводить северокорейцев авианалётами предотвращая их формирование для любой серьёзной атаки на Бэтл-Маунтин.

### Атаки 28-29-го августа
27 августа на смену 1-му батальону в районе Бэтл-Маунтин пришёл 3-й батальон 24-го пехотного полка. 1-й батальон был отведён в резерв за исключением роты С, оставшейся на Бэтл-Маунтин в качестве части боевой группы «Бейкер». На следующий день 28 августа северокорейцы снова пошли в атаку. Перед рассветом около роты северокорейцев ударило между порядками рот С и I. Ночью северокорейцы обстреливали из миномётов роту С занимавшую высоту Бэтл-Маунтин. После полуночи северокорейская пехота появилась в тылу американцев и захватила командный пост. На следующее утро 29 августа в 02.45 началась новая атака, несколько человек из роты С покинули свои позиции на Бэтл-Маунтин не сделав ни одного выстрела. Северокорейцы перенесли атаку на позиции роты Е и захватили часть позиций роты. После рассвета американцам удалось сбросить с самолётов боеприпасы для роты Е и создать артиллерийскую завесу препятствующую северокорейцам с главной позиции ввести в бой более-менее значительные подкрепления. Весь день 29 августа американцы ударами артиллерии и авиации изводили северокорейцев, занимавших старые позиции роты Е. Вечером рота Е пошла в контратаку и захватила утраченные позиции.
19 августа в 23.00 северокорейцы вновь атаковали роту С. Солдаты на левом фланге быстро оставили свои позиции и вскоре вся рота отступила, оставив северокорейцам позиции на горе. Командир роты капитан Лоуренс М. Коркоран остался на командном пункте с 17 бойцами (из которых некоторые были ранены). Все оставшиеся позднее были награждены бронзовыми звёздами. После рассвета 30 августа снова начались авианалёты американцев, артиллерия, миномёты танки, расположенные в долине сосредоточили огонь на вершине, удерживаемой северокорейцами. Раненый американский солдат, который будучи отрезан от своих несколько часов укрывался на горе спустился вниз и доложил, что основная часть северокорейцев отступила с вершины чтобы найти лучшее укрытие от авиаударов и на горе остался только небольшой отряд для прикрытия. В 11.00 рота В, находившаяся до этого в резерве при поддержке 3-го батальона атаковала высоты в 13.00 захватила высоту. Слабые оборонительные позиции были восстановлены, но американские войска, находившиеся на вершине, продолжали испытывать трудности со снабжением.
Действуя таким образом, 24-й пехотный полк последовательно захватывал Бэтл-Маунтин. Американцы обрабатывали гребень хребта огнём артиллерии, миномётов и танков, авиация накрывала вершину напалмом. Затем в атаку шла пехота, поднимаясь по восточному склону при поддержке миномётов державших под обстрелом высоты до прибытия туда пехоты. Затем миномётчики переносили огонь, и пехота стремительно поднималась до самой вершины, обычно покинутой северокорейцами.

### Пат
В течение августа Бэтл-Маунтин так часто переходила из рук в руки, что не установилось согласия насчёт точного числа раз. Сержант разведки 1-го батальона 24-го пехотного полка оценил, что пик переходил из рук в руки 19 раз. Последующие исследования предложили цифру в 20 раз. Каждую ночь с 18 августа и до конца месяца северокорейцы атаковали гору. Часто бывало что за сутки высота 2-3 раза меняла хозяев. Обычный ход событий проходил так: северокорейцы захватывали высоту, а на следующий день её захватывал 24-й американский пехотный полк. Этот тип колеблющейся битвы приводил к сравнительно высоким потерям среди передовых артиллерийских наблюдателей и повреждениям их оборудования. В период с 15 по 31 августа были потеряны 7 наблюдателей и 8 прочих служащих Части наблюдения и связи 159-го батальона полевой артиллерии, также было потеряно восемь радиостанций, 11 телефонов, 2 транспортных средства.
К югу от Бэтл-Маунтин и Пил-бонг 1-й батальон и боевая команда 5-го полка также держали оборону свой части Собук-сана в течение двух недель. За действия в боях от 25 и 26 августа мастер-сержант Мелвин О. Хендрич из роты С боевой команды 5-го полка посмертно был награждён медалью Почёта. Он с передовой позиции корректировал огонь артиллерии и в один момент лично пресёк отход роты с позиций. Получив ранение, Хендрич вернулся на свою передовую позицию, где продолжил корректировать огонь и в одиночку вступил в бой с наступавшими северокорейцами, пока не был убит. Когда боевая команда 5-го полка снова захватила позиции, близ позиции Хендрича насчитали 70 тел северокорейцев, по всей видимости убитых Хендричем. К концу августа боевая ситуация в горах к западу от Масана продолжала оставаться патовой. Ни одной стороне не удавалось добиться решающего преимущества.

### Сентябрьское наступление

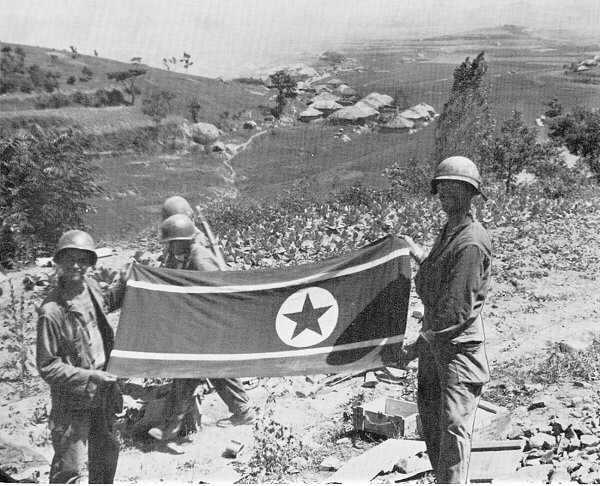
Воины 35-го американского пехотного полка демонстрируют северокорейский флаг, захваченный у реки Намган. Основное наступление северокорейцев прошло на позиции у Хамана и реки Намган, на высоте Бэтл-Маунтин произошли отдельные столкновения.

Хотя 6-я 7-я северокорейские дивизии сосредоточили свои силы для планируемого прорыва позиций 25-й американской пехотной дивизии вдоль рек Нам и Нактонган в ходе сентябрьского наступления силы 6-й дивизии продолжали атаковать область. Северокорейцы обстреливали Бэтл-Маунтин, Пил-бонг и Собук-сан из орудий и миномётов. В период с 1-е по 6 сентября последовали несколько сильных атак в местном масштабе. 1-му батальону 5-го пехотного полка так никогда не удавалось полностью захватить южные части Собук-сана что дало бы наблюдение над долиной и тылами северокорейцев. Неустойчивость положения 24-го пехотного полка побудила Кина отдать приказ Трогмортону отправить роту Е (единственный оставшийся полковой резерв) севернее полкового сектора вдоль дороги на Хаман чтобы прикрыть правый фланг боевой команды 5-го пехотного полка. Находясь на позиции, солдаты роты Е каждую ночь собирали отставших солдат из 24-го пехотного полка и наутро отправляли их обратно в подразделения. В сражении принял участие американский флот, миноносцы стоявшие у южного берега освещали своими прожекторами гору Собук-сан, застланную облаками. Один миноносец почти постоянно оставался на посту, поддерживая наземные операции огнём 5-дюймовых орудий. Воздушный артиллерийский наблюдатель корректировал корабельный огонь через центр корректировки огня.
7 сентября северокорейцы продолжили свои атаки на Бэтл-Маунтин, занимаемую американскими и южнокорейскими войсками. Командование 25-й пехотной дивизии отдало приказ 3-му батальону 27-го американского пехотного полка под командой подполковника Джорджа Х. де Шоу захватить высоту. Де Шоу уже участвовал в контратаке через тылы 24-го пехотного полка близ от Хамана. Роты К и В 24-го пехотного полка должны были поддержать наступление и зачистить гребень, когда де Шоу его захватит. С 7 по 9 сентября 3-й батальон контратаковал Бэтл-Маунтин. 9 сентября рота I добралась до вершины, и вступила в рукопашный бой с северокорейцами. Рота L добралась до гребня, но северокорейцы выскочили из блиндажа и сбросили обе роты вниз. Около двух рот северокорейцев удерживали гребень Бэтл-Маунтин более двух рот защищали их фланги. В ходе трёхдневных боёв 3-й батальон де Шоу понёс тяжёлые потери. В полдень 9 сентября американцы контратаковали и захватили высоту в 910 м к востоку от Бэтл-Маунтин. Снова возникла патовая ситуация. Командование 25-й дивизии приказало 3-му батальону 27-го пехотного полка выдвигаться в окрестности Масана вдоль фронта Пусанского периметра.

### Действия по сдерживанию

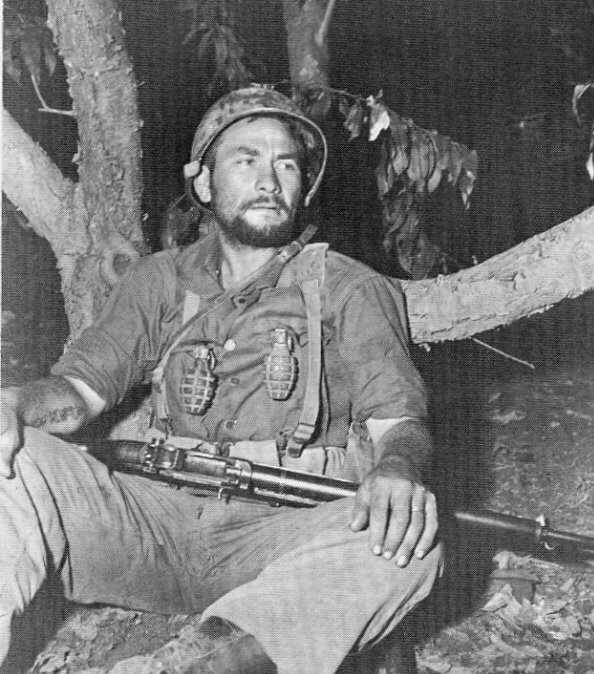
Солдат боевой группы пятого полка, измученный 31-дневным сражением у Масана.

После провала атак от 8 и 9 сентября 3-го батальона 27-го пехотного полка на Бэтл-Маунтин командование 24-го полка решило приостановить наступление на данную высоту. Рота К 24-го пехотного полка и рота С 65-го боевого инженерного батальона окопались на более низкой возвышенности к востоку от Бэтл-Маунтин, укрепили позиции проволочными заграждениями и минными полями, пристреляли из орудий и миномётов все подходы к позициям. Командир полка решил сдерживать северокорейцев, занимавших Бэтл-Маунтин, артиллерийским и миномётным огнём. В ходе последующих ночей северокорейцы с высоты Бэтл-Маунтин неоднократно атаковали американскую оборонительную позицию, расположенную ниже, но все их атаки отражались. После месяца боёв северокорейцам удалось удержаться на гребне Бэтл-Маунтин. Оборонительный огонь 24-го пехотного полка и приданной полку артиллерии сдерживал северокорейцев на высоте и они не могли развить дальнейшее наступление.
После захвата высоты Бэтл-Маунтин северокорейское командование решило захватить контроль над высотой Пил-бонг на юго-востоке. В предрассветные часы 14 сентября 400—500 северокорейцев атаковали роты I и L 24-го пехотного полка, защищавшие Пил-бонг. Несколько атак было отражено, но после того как часть людей покинули позиции численность роты L уменьшилась со ста до сорока человек. Оставшиеся в строю солдаты роты L отошли к позиции роты I на гребне Пил-бонг где обнаружили что после относительно слабой атаки рота оставила высоту. С таким количеством бойцов они не могли удержать высоту и тоже отступили.
После того как 25-я дивизия устояла против одной из мощнейших атак 7 сентября Уокер приказал боевой команде 5-го пехотного полка выдвигаться к месту остальных боёв вокруг Пусанского периметра. Ввиду продолжающегося сражения к северу от Тэгу потребовалось выдвинуть туда резервы. В этот вечер 1-й и 2-й батальоны 27-го пехотного полка двинулись с поля боя у реки Нам для поддержки боевой команды 5-го пехотного полка на Масанском фронте. В 15.00 9 сентября командование над полковой зоной принял командир 27-й пехотного полка Джон Х. Михаэлис. 3-й батальон 27-го пехотного полка в этот же день прекратил свои контратаки на высоту Бэтл-Маунтин, присоединился к полку и 11 сентября занял своё место на южном краю линии. В это время боевая команда 5-го пехотного полка начала движение к Самнаджину и прибыв туда вошла в состав резерва 8-й армии.
В середине сентября Восьмая армия и южнокорейская армия продолжали вести бои почти во всех пунктах Пусанского периметра. После двух недель тяжёлых боёв им едва удалось отразить большое северокорейское наступление у реке Нактонган, главная ось атаки были проходила по подходам к Масану.

### Высадка в Инчхоне
Высадка сил ООН в Инчхоне привела к коллапсу фронта северокорейцев и привела к их отступлению по всему фронту. Тем не менее, 16 сентября 25-я пехотная дивизия всё ещё вела бои с северокорейскими войсками, на вершинах Бэтл-Маунтин, Пил-Бонг и Собук-сан стояли сильные пункты северокорейцев. Кин понимал что дивизия сможет пойти в наступление по дороге на Чинджу только после зачистки гористого центра фронта. Поэтому он считал что ключ к наступлению 25-й дивизии лежит в центре где северокорецы удерживали высоты и ежедневно атаковали 24-й пехотный полк. 27-й пехотный полк слева и 35-й пехотный полк справа оседлали дорогу от Масана на Чинджу и не могли перейти в наступление пока ситуация на фронте 24-го пехотного полка не изменится в лучшую сторону.
Для выполнения своего плана Кин 16 сентября создал боевую группу численностью в батальон под командой командира 3-го батальона майора Роберта Л. Вулфока и приказал группе атаковать на следующий день Бэтл-Маунтин и Пил-бонг, чтобы восстановить там прежние позиции 24-го пехотного полка. 17-18 сентября боевая группа периодически атаковала высоты при мощной поддержке артиллерии 8-го и 90-го батальонов полевой артиллерии и многочисленных авианалётах но северокорейцы каждый раз автоматным огнём отражали все атаки, причиняя американцам тяжёлые потери. В один из дней рота А 27-го пехотного полка потеряла 57 человек. 24-й полк увяз перед высотой Бэтл-Маунтин. После провала очередной атаки 18 сентября отряд Вулфока оставил усилия по захвату пиков и на следующий день группа была расформирована.

### Отступление северокорейцев
19 сентября силы ООН установили, что северокорейцы ночью покинули Бэтл-Маунтин, 1-й батальон 24-го пехотного полка выдвинулся и захватил её. Справа 35-й пехотный полк начал движение вперёд и достиг возвышения у Чунгам-ни, встретив лишь слабое сопротивление, когда скрывавшиеся в т. н. паучьих норах северокорейцы стали обстреливать солдат 1-го батальона с тыла. На следующий день 1-й батальон захватил Чунгам-ни, 2-й батальон захватил длинный гребень к северо-западу от реки Нам. В это время северокорейцы продолжали оказывать упорное сопротивление на левом фланге дивизии, не давая 27-му пехотному полку выдвигаться вперёд.
В ночь с 18-е на 19 сентября северокорейцы отступили из окрестностей Масана. 7-я северокорейская дивизия отошла с позиции к югу от реки Нам, в то время как растянувшиеся части 6-й дивизии прикрывали весь фронт. Под прикрытием 6-й дивизии 7-я дивизия 19 сентября переправилась на северный берег реки Нам. После этого 6-я дивизия отошла с позиций у Собук-сан. Американские части немедленно приступили к преследованию северокорейских частей отступавших на север, покинув позиции у Бэтл-Маунтин потерявших свою стратегическую значимость.

## Послесловие
Боевая команда 5-го полка потеряла 269 человек убитыми, 573 ранеными, 4 пропавшими без вести в ходе боёв за Пусанский периметр (большинство боёв команда провела у Масана). 24-й пехотный полк потерял 267 убитыми, 796 ранеными, один попал в плен, двое пропали без вести в ходе боёв за Пусанский периметр. В боях за Бэтл-Маунтин полк потерял 150 убитыми и 450 ранеными, остальные потери были в ходе боёв за Хаман после 31 августа. 65-й инженерный батальон, поддерживавший 24-й пехотный полк потерял 27 убитыми и 75 ранеными.
Северокорейские войска понесли тяжёлые потери, большинство в ходе наступлений. К середине сентября численность 7-й северокорейской дивизии сократилась до 4 тыс. чел., в боях за периметр было потеряно 6 тыс. чел. Только 2 тыс. человек из состава 6-й северокорейской дивизии вернулось в Северную Корею, дивизия потеряла 80 % своей численности. 3 тыс. человек большими группами угодили в плен пытаясь вернуться в Северную Корею. К концу боёв за Масан численность атакующих сил сократилась от 20 тыс. до 6 тыс. человек.
Дезертирство продолжало оставаться проблемой для 24-го пехотного полка (по факту сегрегированной части). Согласно данным статистики Восьмой армии в августе из 25-й дивизии дезертировало 116 человек по сравнению с 15 из 27-го пехотного полка и 12 из 35-го пехотного полка. Командование полка уже подвергалось критике за плохую эффективность, проявленную в битве при Санджу несколько неделями раньше. В конце августа Кин начал расследовать поведение частей и выявил их плохую эффективность, также подверг критике остальные подразделения дивизии. Кин смотрел на полк как на слабое звено в цепи и после неэффективной деятельности полка в ходе битв за Бэтл-Маунтин и при Хамане предложил Уокеру расформировать полк и использовать его состав для замен в других полевых частях. Фактически все офицеры и солдаты полка поддержали эту идею, но Уокер отклонил предложение, чувствуя, что не может позволить себе потерять полк.